# Макар (Бархударянц)
Епископ Макар (арм. Մակար եպիսկոպոս), в миру Геворг Бархударянц (Գևորգ Բարխուդարյանց; 1823, село Ханадзах, Карабахская провинция — 6 [19] февраля 1906, Нахичевань) — епископ Армянской Апостольской Церкви, путешественник, писатель, этнограф, археолог, педагог.
Главным образом известен как автор книги «Арцах», а также как один из крупнейших исследователей Арцаха и прилегающих областей. Жил и творил в основном в Шуше.

## Биография
Родился в 1823 году в селе Ханадзах (ныне Ханъюрду).
Начальное образование получил в родном селе у местного священника. В 1862 году жажда учёбы привела его в Иерусалим, где под руководством монаха армянского монастыря Святого Иакова и инспектора духовной школы архимандрита Мелкиседека Мурадяна он обогатил свои знания, дал клятву всецело посвятить себя родной церкви, защите её интересов и процветанию.
В 1862—1868 годах учился в семинарии Жарангаворац. Последние два года учёбы являлся учеником видного педагога, духовного и общественного деятеля архиепископа Меликседека Мурадяна.
22 июня 1869 года рукоположен в сан диакона. В 1870 году патриархом Иерусалимским Есаи (Карапетяном) был возведён в сан архимандрита.
В 1875 году переехал в Константинополь, после чего занял должность местоблюстителя Измирской епархии, одновременно исполняя обязанности ключаря и инспектора общины.
В 1880 году приказом Католикоса Всех Армян Геворга IV он стал членом монастырской братии святого Эчмиадзина.
В 1881 году приглашён в Шушу, в качестве учителя религиозных предметов работал в местной реальной и епархиальной школах.
1 сентября 1888 года назначен игуменом Сагианского монастыря и одновременно выполнял обязанности инспектора монастырской школы.
В 1889 году назначен проповедником кафедрального собора Шамахи.
В 1892 году занимал должность заместителя главы Александропольской епархии.
Через несколько месяцев он возвратился в св. Эчмиадзин и снова был назначен игуменом Сагианского монастыря.
Путешествовал по всему Кавказу, был во всех населённых пунктах Елизаветпольской губернии, от берегов Аракса до Дербента, Хнаракерта то гавара Муган. Собрал сотни надписей, описал большое количество крепостей, церквей, храмов, населённых пунктов.
17 февраля 1894 года рукоположен в епископы, 28 сентября 1895 года утверждён предводителем Шамахинской епархии, где служил до 20 декабря 1896 года.
По возвращении в св. Эчмиадзин кондаком Католикоса Мкртича Хримяна назначен ключарём Кафедрального собора и членом Монастырского правления, а затем — членом Синода.
В 1904 году по состоянию здоровья святейший Макар отрёкся от этой должности и был назначен настоятелем монастыря святого Товма Агулиса в Нахичевани, где и провёл последние годы жизни.
Скончался 6 (19) февраля 1906 года после продолжительной болезни. Похоронен на монастырском кладбище св. Эчмиадзина.

## Научная и писательская деятельность
Наряду с долголетней церковной и педагогической деятельностью, занимался также плодотворной литературной и научной работой. Среди его трудов историко-географического характера особую ценность представляют книги «История страны Алуанк», «Страна Алуанк и соседи», «Арцах».
Арцах, вышедший в Баку в 1895 году и удостоенный премии Измиряна, является результатом кропотливой и скрупулёзной работы автора, в которой он всесторонне и подробно исследовал и описал все населённые пункты, монастыри, церкви, крепости, мосты, лапидарные надписи, рукописные памятники своего родного края и др. Путешествуя по Арцаху, он желал «своими глазами увидеть расположение страны, руками ощупать все памятники старины, внимательно проверить эпитафии, говорящие и безмолвные камни, стоячие и разрушенные постройки…».

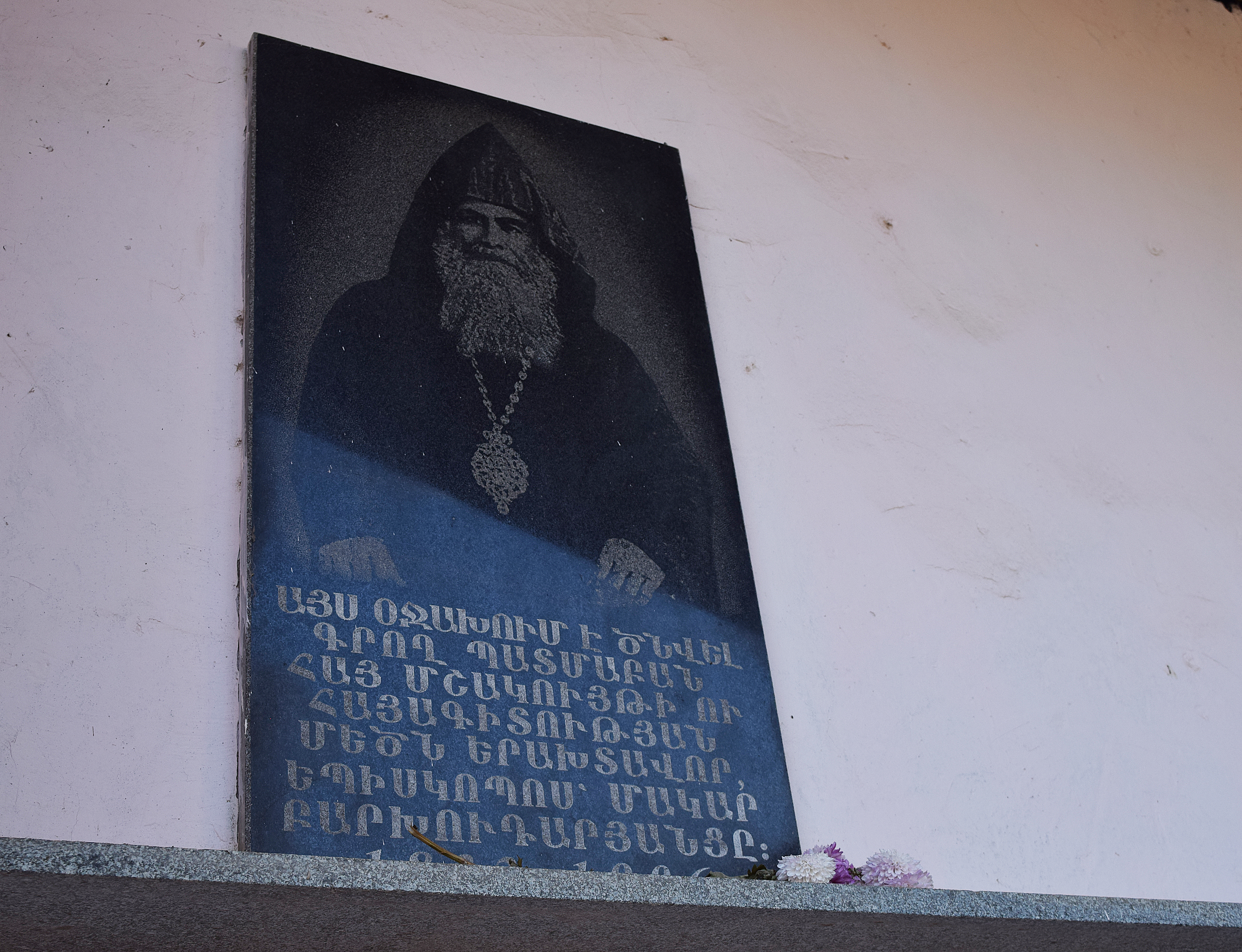
Памятная плита